# Auderghem
Auderghem în franceză sau Oudergem în neerlandeză (ambele sunt denumiri oficiale) este una din cele 19 comune din Regiunea Capitalei Bruxelles, Belgia. Este situată în partea de sud-est a aglomerației Bruxelles, și se învecinează cu comunele Etterbeek, Ixelles, Woluwe-Saint-Pierre și  Watermael-Boitsfort din Regiunea Capitalei și cu comunele Overijse și Tervuren situate în Regiunea Flandra.

## Istoric
Satul Auderghem a apărut la liziera pădurii Soignes în apropierea satelor Watermael și Boitsfort. În 1794, în perioada franceză cele trei sate, care până aici au avut o existență relativ comună, formează trei comune distincte. În 1911, cele trei sate devin o entitate administrativă unică, dar în 1863 satul Auderghem devine o comună separată, cu o populație de 1.600 locuitori.

## Locuri importante

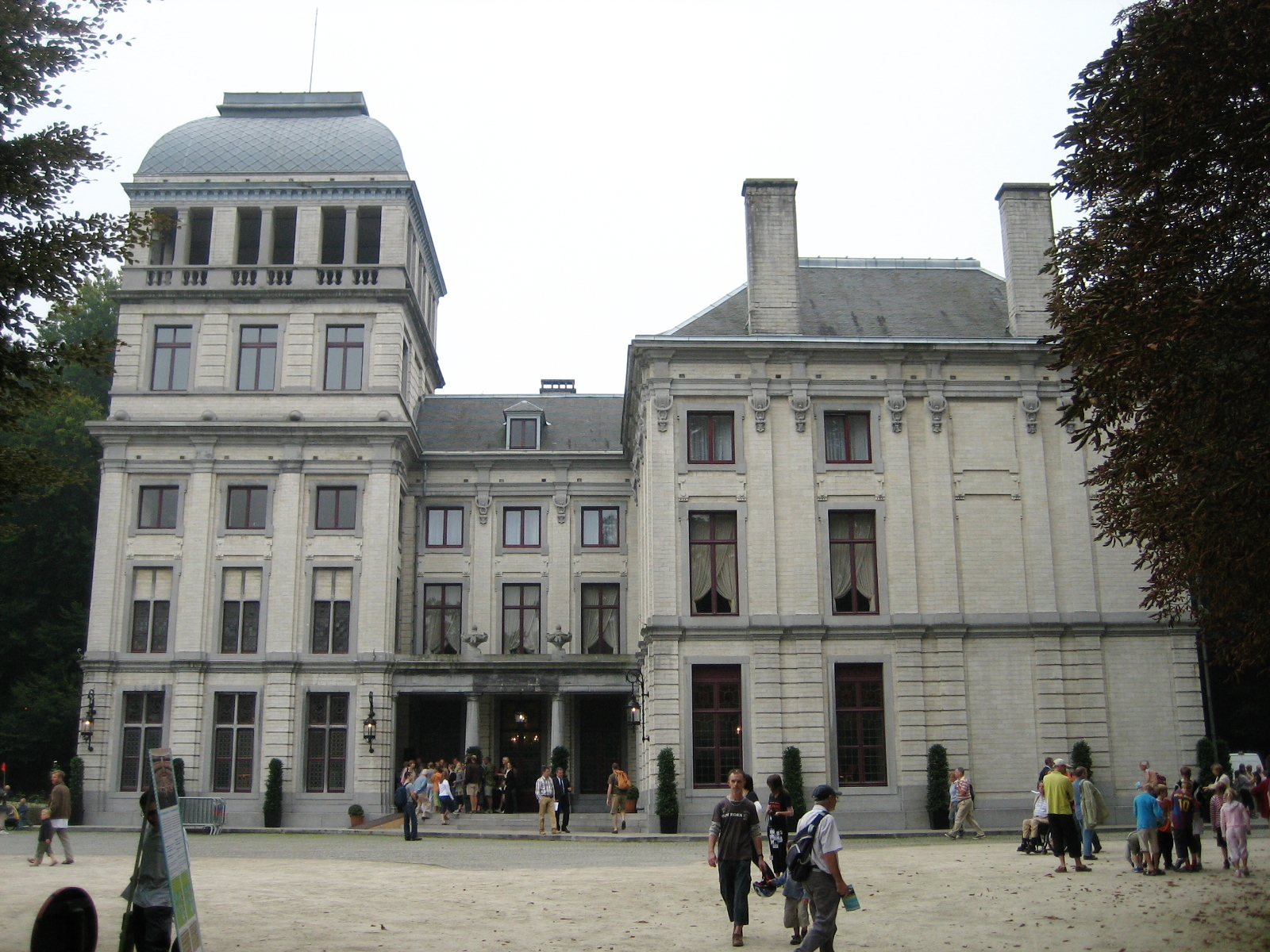
Castelul Văii Ducesei

Castelul Văii Ducesei (neerlandeză Kasteel van Hertoginnedal; franceză Château de Val-Duchesse) este situat pe teritoriul comunei. Este o proprietate adomeniului regal, ce a servit de-a lungul timpuli de multe ori ca loc de reuniuni naționale și internaționale. Aici au avut loc discuțiile preliminare Tratatului de la Roma precum și reuniunile primei comisii europene. De asemenea castelul servește drept loc de desfășurare a discuțiilor de formare a coaliției guvernamentale federale belgiene.
Capela Sainte-Anne ce are originile îin secolul al XII-lea este un monument deschis publicului. Comuna conține numeroase parcuri, o grădină botanică iar o parte din teritoriul comunei este ocupat de pădurea Soignes.

## Orașe înfrățite
- Choisy-le-Roi, Franța;
- Vallauris, Franța;
- Patmos, Grecia;

1. ↑  Totale oppervlakte volgens het Kadasterregister, België, gewesten en provincies (în neerlandeză), Algemene Directie Statistiek[*]
2. ↑  GeoNames, accesat în 9 iulie 2017